# Malarze ze Skagen

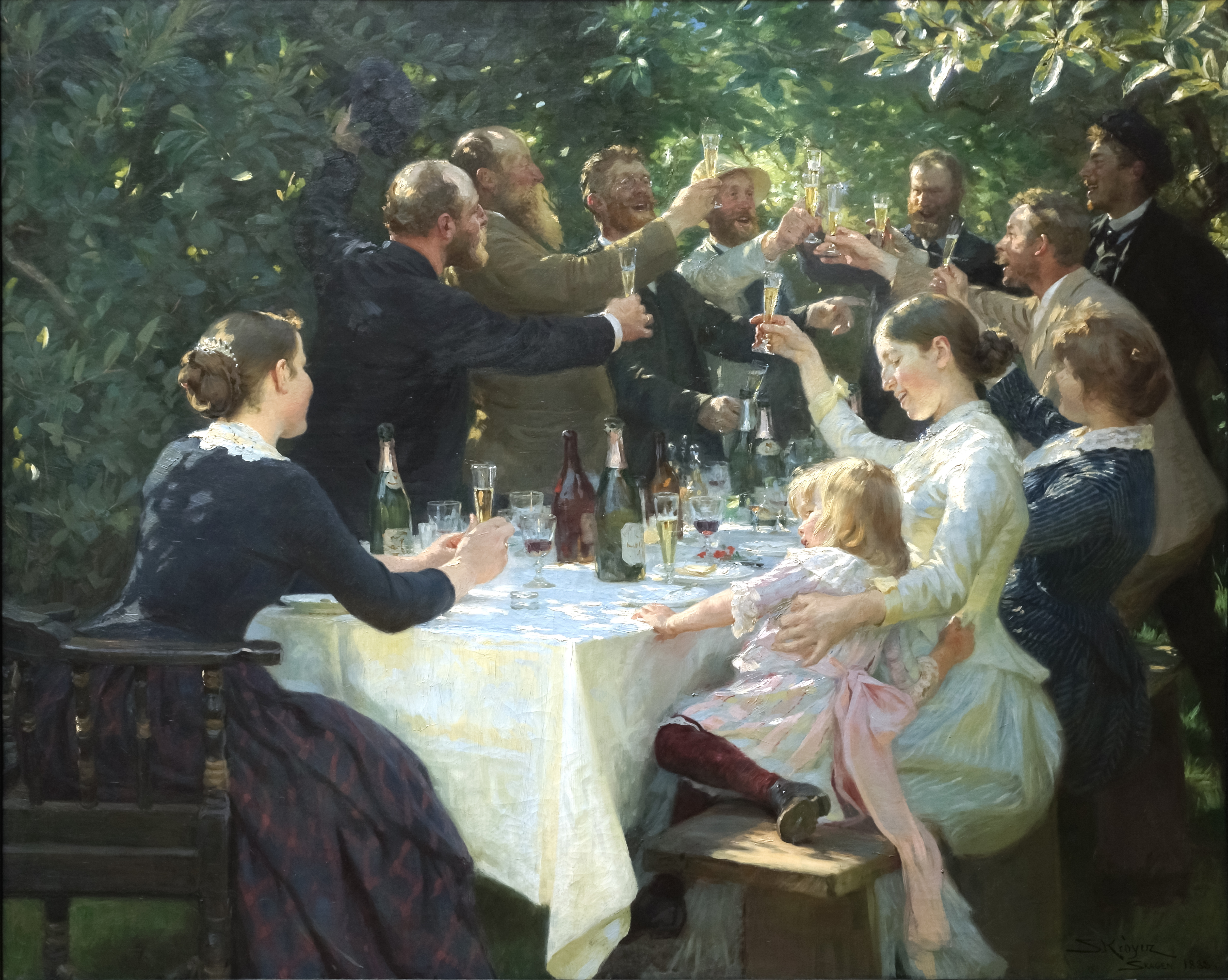
Hip hip hurra! Uczta artystów w Skagen pędzla P.S. Krøyera, 1888.

Malarze ze Skagen (duń. Skagensmalerne) – grupa artystyczna mieszkająca i tworząca pod koniec XIX wieku w Skagen (na północy Jutlandii w Danii).
Twórczość grupy to głównie realistyczne malarstwo plenerowe, charakterystyczne dla jej prac jest niuansowe oddawanie odcieni intensywnego światła.
Do grupy zaliczali się Peder Severin Krøyer, Oscar Björck, Michael Ancher, Anna Ancher, Christian Krohg i Johan Krouthén.
Wiele z prac tych artystów znalazło się w Muzeum sztuki w Skagen oraz w Muzeum Michaela i Anny Ancher.